# Elisa Izaurralde
Elisa Izaurralde (20 tháng 9 năm 1959 tại Montevideo, Uruguay – 30 tháng 4 năm 2018 tại Tübingen, Đức) là một nhà hóa sinh và nhà sinh học phân tử người Uruguay. Bà từng là Giám đốc và Thành viên Khoa học của Khoa Hóa sinh tại Viện Sinh học Phát triển Max Planck ở Tübingen, Đức từ năm 2005 cho đến khi bà qua đời vào năm 2018. Năm 2008, cô được trao giải Gottfried Wilhelm Leibniz cùng với Elena Conti, vì "những hiểu biết cơ bản mới về vận chuyển RNA nội bào và chuyển hóa RNA". Cùng với Conti, cô đã nghiên cứu về các phân tử protein quan trọng để tách mRNA ra khỏi nhân và sau này trong sự nghiệp của mình, cô đã giúp làm sáng tỏ các cơ chế làm im lặng mRNA, ức chế tịnh tiến và phân rã mRNA.

## Thuở nhỏ
lisa Izaurralde sinh ra ở Montevideo, Uruguay vào ngày 20 tháng 9 năm 1959. Năm 17 tuổi, cô rời Uruguay để theo học tại Đại học Geneva ở Thụy Sĩ. Sau khi được đào tạo đại học về hóa sinh, cô tiếp tục nhận bằng tiến sĩ sinh học phân tử vào năm 1989, nhờ công trình nghiên cứu về tổ chức chromatin mà cô thực hiện dưới sự hướng dẫn của Ulrich Laemmli.

## Công việc
Sau khi nhận bằng tiến sĩ, Izaurralde ở lại phòng thí nghiệm của Laemmli thêm một năm với tư cách là nhà nghiên cứu sau tiến sĩ trước khi bắt đầu vị trí sau tiến sĩ thứ hai tại Phòng thí nghiệm sinh học phân tử châu Âu (EMBL) ở Heidelberg năm 1990, làm việc với Iain Mattaj.
Cô đồng tổ chức nhiều cuộc họp và hội nghị bao gồm nhiều cuộc họp về RNA không mã hóa tại Phòng thí nghiệm Cold Spring Harbor, Hội nghị chuyên đề EMBO / EMBL về "Bộ gen không mã hóa" và cuộc họp xã hội RNA 2010. Cô được bầu vào Hội đồng quản trị của Hiệp hội RNA năm 2004.

## Nghiên cứu
Sau này trong sự nghiệp của mình, Izaurralde chuyển sự tập trung của mình sang một khía cạnh khác của sinh học RNA: chuyển hóa RNA – đặc biệt là cách các phân tử mRNA được im lặng chọn lọc. Cô đã phát hiện ra một họ protein có tên là GW182 rất quan trọng trong việc giúp phân tử effector mang miRNA bao gồm các phức hợp deadenylase.

## Giải thưởng và ghi danh
- Friedrich Miescher Award, Swiss Society for Biochemistry, 1999[9]
- European Life Scientist Organization (ELSO) Young Scientist Award, 2000[10]
- Elected member of the European Molecular Biology Organization (EMBO), 2000[8]
- Gottfried Wilhelm Leibniz Prize, German Research Foundation, 2008[2]
- Elected member of the German Academy of Sciences Leopoldine, 2009
- Ernst Jung Prize for Medicine, Jung Foundation for Science and Research, 2012[7]

## Các công bố được chọn lọc
- Behm-Ansmant, Isabelle; Rehwinkel, Jan; Doerks, Tobias; Stark, Alexander; Bork, Peer; Izaurralde, Elisa (ngày 15 tháng 7 năm 2006). "mRNA degradation by miRNAs and GW182 requires both CCR4:NOT deadenylase and DCP1:DCP2 decapping complexes". Genes & Development (bằng tiếng Anh). Quyển 20 số 14. tr. 1885–1898. doi:10.1101/gad.1424106. ISSN 0890-9369. PMC 1522082. PMID 16815998.
- Hir, Hervé Le; Gatfield, David; Izaurralde, Elisa; Moore, Melissa J. (ngày 3 tháng 9 năm 2001). "The exon–exon junction complex provides a binding platform for factors involved in mRNA export and nonsense‐mediated mRNA decay". The EMBO Journal (bằng tiếng Anh). Quyển 20 số 17. tr. 4987–4997. doi:10.1093/emboj/20.17.4987. ISSN 0261-4189. PMC 125616. PMID 11532962.
- Eulalio, Ana; Huntzinger, Eric; Izaurralde, Elisa (ngày 16 tháng 3 năm 2008). "GW182 interaction with Argonaute is essential for miRNA-mediated translational repression and mRNA decay". Nature Structural & Molecular Biology (bằng tiếng Anh). Quyển 15 số 4. tr. 346–353. doi:10.1038/nsmb.1405. ISSN 1545-9993.
- Grüter, Patric; Tabernero, Carlos; von Kobbe, Cayetano; Schmitt, Christel; Saavedra, Claudio; Bachi, Angela; Wilm, Matthias; Felber, Barbara K; Izaurralde, Elisa (tháng 4 năm 1998). "TAP, the Human Homolog of Mex67p, Mediates CTE-Dependent RNA Export from the Nucleus". Molecular Cell. Quyển 1 số 5. tr. 649–659. doi:10.1016/s1097-2765(00)80065-9. ISSN 1097-2765.